# Сборная Бельгии по футболу (до 19 лет)
Сборная Бельгии по футболу до 19 лет (нидерл. Belgisch voetbalelftal onder 19, нем. Belgische Fußballnationalmannschaft (U-19-Junioren), фр. Équipe de Belgique des moins de 19 ans de football) — национальная футбольная команда, представляющая Бельгию в международных турнирах, за которую имеют право выступать игроки возрастом 19 лет и младше. Контролируется Королевской бельгийской футбольной ассоциацией.
Сборная принимает участие в чемпионате Европы для игроков до 19 лет, которые проводятся ежегодно. В современном турнире (для игроков до 19 лет) сборная ни разу не выходила из группы, хотя и побеждала на Юниорском турнире УЕФА 1977 года (в качестве сборной Бельгии до 18 лет).

## Статистика выступлений на турнирах

### Статистика выступлений на чемпионатах Европы (до 19 лет)
| Год   | Раунд                    | И                        | В                        | Н                        | П                        | МЗ                       | МП                       |
| ----- | ------------------------ | ------------------------ | ------------------------ | ------------------------ | ------------------------ | ------------------------ | ------------------------ |
| 2002  | Групповой этап           | 3                        | 0                        | 1                        | 2                        | 3                        | 5                        |
| 2003  | Не прошла квалификацию   | Не прошла квалификацию   | Не прошла квалификацию   | Не прошла квалификацию   | Не прошла квалификацию   | Не прошла квалификацию   | Не прошла квалификацию   |
| 2004  | Групповой этап           | 3                        | 0                        | 1                        | 2                        | 0                        | 6                        |
| 2005  | Не прошла квалификацию   | Не прошла квалификацию   | Не прошла квалификацию   | Не прошла квалификацию   | Не прошла квалификацию   | Не прошла квалификацию   | Не прошла квалификацию   |
| 2006  | Групповой этап           | 3                        | 1                        | 0                        | 2                        | 6                        | 10                       |
| 2007  | Не прошла квалификацию   | Не прошла квалификацию   | Не прошла квалификацию   | Не прошла квалификацию   | Не прошла квалификацию   | Не прошла квалификацию   | Не прошла квалификацию   |
| 2008  | Не прошла квалификацию   | Не прошла квалификацию   | Не прошла квалификацию   | Не прошла квалификацию   | Не прошла квалификацию   | Не прошла квалификацию   | Не прошла квалификацию   |
| 2009  | Не прошла квалификацию   | Не прошла квалификацию   | Не прошла квалификацию   | Не прошла квалификацию   | Не прошла квалификацию   | Не прошла квалификацию   | Не прошла квалификацию   |
| 2010  | Не прошла квалификацию   | Не прошла квалификацию   | Не прошла квалификацию   | Не прошла квалификацию   | Не прошла квалификацию   | Не прошла квалификацию   | Не прошла квалификацию   |
| 2011  | Групповой этап           | 3                        | 0                        | 2                        | 1                        | 3                        | 6                        |
| 2012  | Не прошла квалификацию   | Не прошла квалификацию   | Не прошла квалификацию   | Не прошла квалификацию   | Не прошла квалификацию   | Не прошла квалификацию   | Не прошла квалификацию   |
| 2013  | Не прошла квалификацию   | Не прошла квалификацию   | Не прошла квалификацию   | Не прошла квалификацию   | Не прошла квалификацию   | Не прошла квалификацию   | Не прошла квалификацию   |
| 2014  | Не прошла квалификацию   | Не прошла квалификацию   | Не прошла квалификацию   | Не прошла квалификацию   | Не прошла квалификацию   | Не прошла квалификацию   | Не прошла квалификацию   |
| 2015  | Не прошла квалификацию   | Не прошла квалификацию   | Не прошла квалификацию   | Не прошла квалификацию   | Не прошла квалификацию   | Не прошла квалификацию   | Не прошла квалификацию   |
| 2016  | Не прошла квалификацию   | Не прошла квалификацию   | Не прошла квалификацию   | Не прошла квалификацию   | Не прошла квалификацию   | Не прошла квалификацию   | Не прошла квалификацию   |
| 2017  | Не прошла квалификацию   | Не прошла квалификацию   | Не прошла квалификацию   | Не прошла квалификацию   | Не прошла квалификацию   | Не прошла квалификацию   | Не прошла квалификацию   |
| 2018  | Не прошла квалификацию   | Не прошла квалификацию   | Не прошла квалификацию   | Не прошла квалификацию   | Не прошла квалификацию   | Не прошла квалификацию   | Не прошла квалификацию   |
| 2019  | Не прошла квалификацию   | Не прошла квалификацию   | Не прошла квалификацию   | Не прошла квалификацию   | Не прошла квалификацию   | Не прошла квалификацию   | Не прошла квалификацию   |
| 2020  | Турнир отменён           | Турнир отменён           | Турнир отменён           | Турнир отменён           | Турнир отменён           | Турнир отменён           | Турнир отменён           |
| 2021  | Будет определено позднее | Будет определено позднее | Будет определено позднее | Будет определено позднее | Будет определено позднее | Будет определено позднее | Будет определено позднее |
| Итого | 4/19                     | 12                       | 1                        | 4                        | 7                        | 12                       | 27                       |